# Marseillaise (incrociatore 1935)
Il Marseillaise fu un incrociatore leggero della Marine nationale francese, appartenente alla classe La Galissonnière ed entrato in servizio nell'ottobre 1937. Operativo durante la seconda guerra mondiale, rimase in servizio sotto il governo della "Francia di Vichy" finendo per essere autoaffondato dal suo stesso equipaggio il 27 novembre a Tolone per evitare che cadesse in mano ai tedeschi.

## Storia

Mappa del porto di Tolone, con la posizione delle unità francesi

Impostata il 23 ottobre 1933 nei Ateliers et Chantiers de la Loire di Nantes, la nave fu varata il 17 luglio 1935 con il nome di Marseillaise dal titolo dell'inno nazionale francese; l'unità entrò poi in servizio il 10 ottobre 1937, venendo assegnata alla 3ª Divisione incrociatori operativa nel mar Mediterraneo.
Dopo lo scoppio della seconda guerra mondiale nel settembre 1939, il Marseillaise rimase distaccato nel Mediterraneo facendo da scorta ai convogli di truppe in partenza dalle colonie francesi in Nordafrica, ma non fu impegnato in azioni belliche nemmeno dopo l'entrata in guerra del Regno d'Italia nel giugno 1940; dopo la firma dell'armistizio di Compiègne il 22 giugno 1940, il Marseillaise rimase fedele al nuovo governo di Vichy e, dopo la distruzione della flotta francese a Mers-el-Kébir ad opera dei britannici, si trasferì dalla base di Algeri a quella di Tolone dove fu assegnato alla "Forces de Haute Mer", la formazione che raccoglieva le più moderne unità navali da guerra rimaste sotto il controllo di Vichy. L'incrociatore rimase alla fonda a Tolone, compiendo un'unica sortita tra il 4 e il 7 novembre 1942 di scorta all'incrociatore Strasbourg.
Il 27 novembre 1942, dopo l'invasione tedesca della zona controllata da Vichy, la flotta francese ancorata a Tolone ricevette l'ordine di autoaffondarsi in massa: il Marseillaise, ancorato alla banchina Milhaud, fu dato alle fiamme dal suo stesso equipaggio e dopo un lungo incendio affondò nel posto dove si trovava. Lo scafo fu recuperato e rottamato tra il 1946 e il 1947.